# Mosebeck
Mosebeck este o localitate care este situată la 5 km de orașul Detmold, de care aparține, Nordrhein-Westfalen, Germania. Localități vecine sunt: Niederschönhagen, Vahlhausen, Hakedahl, Brokhausen și Barkhausen.